# Kamani Hill
Kamani Hill est un footballeur international américain né le 28 décembre 1985 à Berkeley en Californie. Il évolue au poste d'ailier en Europe puis en MLS.

## Biographie
Kamani Hill nait dans l'agglomération de San Francisco d'un père trinidadien et d'une mère américaine originaire d'Hawaii.
Le 28 mars 2012, Hill signe un contrat avec la MLS en faveur des Rapids du Colorado.

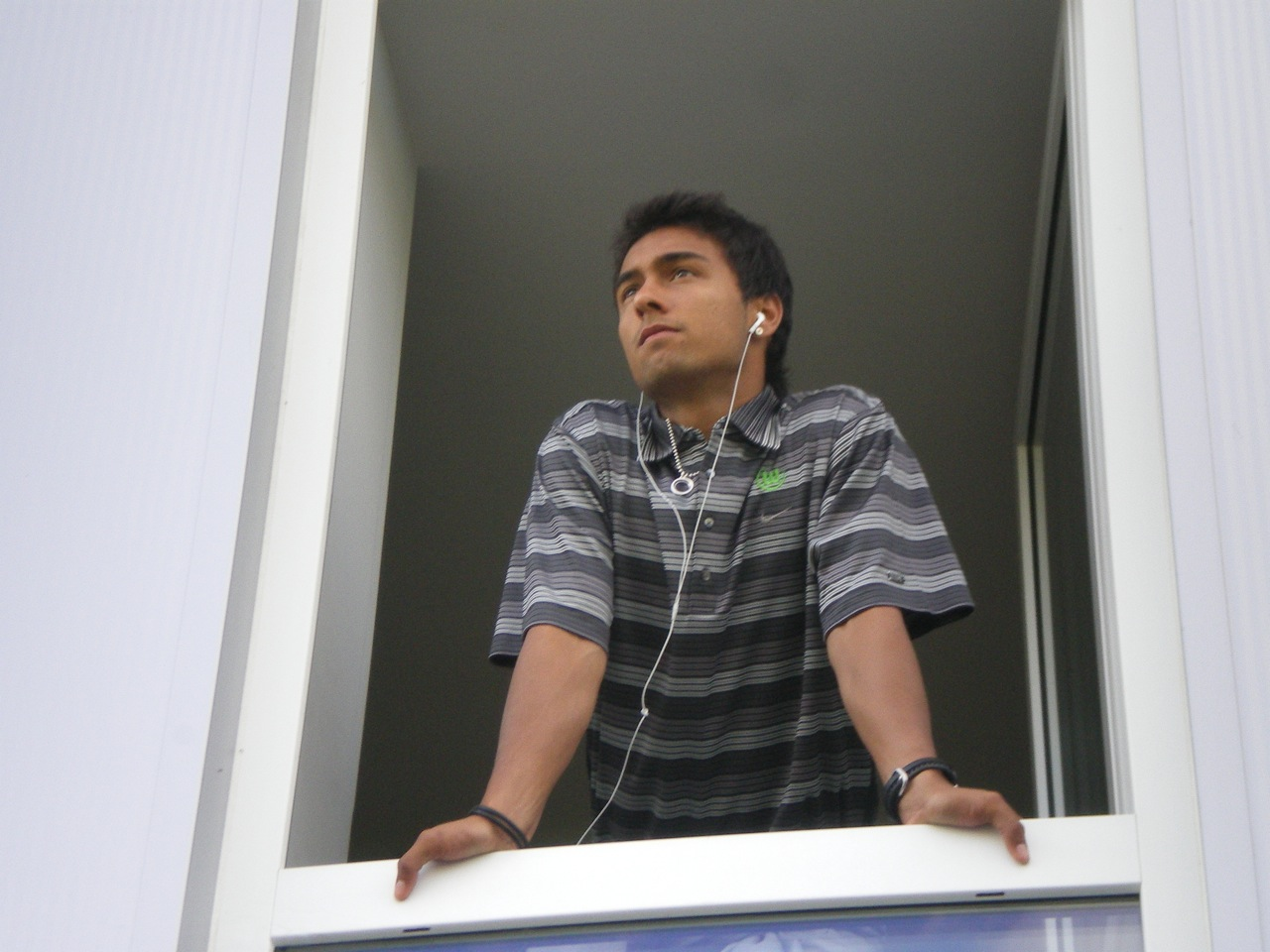
Kamani Hill (2007).

## Palmarès
vierge